# Murchisonella tampaensis
Murchisonella tampaensis är en snäckart som först beskrevs av Bartsch 1947.  Murchisonella tampaensis ingår i släktet Murchisonella och familjen Ebalidae. Inga underarter finns listade i Catalogue of Life.